# Северін Бельтрам
Северін Бельтрам (фр. Séverine Beltrame; нар. 14 серпня 1979) — колишня французька тенісистка.
Найвищу одиночну позицію світового рейтингу — 34 місце досягла 5 лютого 2007, парну — 85 місце — 25 червня 2007 року.
Здобула 8 одиночних та 10 парних титулів туру ITF.
Найвищим досягненням на турнірах Великого шолома був чвертьфінал в одиночному розряді.
Завершила кар'єру 2013 року.

## Фінали турнірів WTA

### Парний розряд: 2 (2 поразки)
| Легенда                       |
| ----------------------------- |
| Турніри Великого шолома (0–0) |
| Premier M & Premier 5 (0–0)   |
| Premier (0–1)                 |
| International (0–1)           |

| Фінали за покриттям |
| ------------------- |
| Тверде (0–1)        |
| Трава (0–1)         |
| Ґрунт (0–0)         |
| Килим (0–0)         |

| Результат | W/L | Дата     | Турнір                     | Покриття   | Партнерка               | Суперниця                  | Рахунок  |
| --------- | --- | -------- | -------------------------- | ---------- | ----------------------- | -------------------------- | -------- |
| Поразка   | 0–1 | Чер 2008 | Birmingham Classic, Англія | Трава      | Вірхінія Руано Паскуаль | Кара Блек Лізель Губер     | 2–6, 1–6 |
| Поразка   | 0–2 | Вер 2010 | Tournoi de Québec, Канада  | Тверде (i) | Софія Арвідссон         | Ваня Кінг Барбора Стрицова | 1–6, 3–6 |

## Фінали ITF
| турніри $100,000 |
| турніри $75,000  |
| турніри $50,000  |
| турніри $25,000  |
| турніри $10,000  |

### Одиночний розряд: 15 (8–7)
| Результат | Ранг | Дата            | Турнір                               | Покриття   | Суперниця            | Рахунок          |
| --------- | ---- | --------------- | ------------------------------------ | ---------- | -------------------- | ---------------- |
| Поразка   | 1.   | 25 вересня 2000 | ITF Льєйда, Іспанія                  | Ґрунт      | Марія Вольфбрандт    | 3–6, 4–6         |
| Перемога  | 1.   | 24 червня 2001  | ITF Canet-en-Roussillon, Франція     | Ґрунт      | Северін Арпажу       | 3–6, 6–3, 6–4    |
| Перемога  | 2.   | 2 липня 2001    | ITF Періге, Франція                  | Ґрунт      | Даніела Олівера      | 6–4, 6–1         |
| Поразка   | 2.   | 27 жовтня 2002  | ITF Сен-Рафаель, Франція             | Тверде (i) | Каміль Пен           | 4–6, 5–7         |
| Перемога  | 3.   | 21 вересня 2003 | ITF Софія, Болгарія                  | Ґрунт      | Патріція Вартуш      | 6–3, 6–4         |
| Перемога  | 4.   | 5 жовтня 2003   | ITF Порту, Португалія                | Ґрунт      | Сібіль Баммер        | 6–2, 6–3         |
| Перемога  | 5.   | 2 травня 2004   | ITF Кань-сюр-Мер, Франція            | Ґрунт      | Анна-Лена Гренефельд | 6–4, 6–4         |
| Поразка   | 3.   | 17 липня 2005   | ITF Луїсвілл, США                    | Тверде     | Ешлі Гарклроуд       | 6–4, 5–7, 0–6    |
| Поразка   | 4.   | 18 червня 2006  | ITF Марсель, Франція                 | Ґрунт      | Катерина Бичкова     | 1–6, 2–6         |
| Поразка   | 5.   | 5 травня 2008   | ITF Загреб, Хорватія                 | Ґрунт      | Софія Арвідссон      | 6–7(0), 2–6      |
| Поразка   | 6.   | 19 жовтня 2008  | ITF Сен-Рафаель, Франція             | Тверде (i) | Анджелік Кербер      | 2–6, 1–6         |
| Поразка   | 7.   | 21 вересня 2009 | ITF Сагне, Канада                    | Тверде (i) | Софія Арвідссон      | 7–5, 4–6, 6–7(1) |
| Перемога  | 6.   | 25 червня 2011  | ITF Періге, Франція                  | Ґрунт      | Одре Берго           | 6–4, 6–2         |
| Перемога  | 7.   | 24 червня 2012  | ITF Монпельє, Франція                | Ґрунт      | Каталіна Кастаньйо   | 6–2, 7–6(4)      |
| Перемога  | 8.   | 23 липня 2012   | ITF Les Contamines-Montjoie, Франція | Тверде     | Тереза Мрдежа        | 6–2, 6–2         |

### Парний розряд: 13 (10–3)
| Результат | Ранг | Дата            | Турнір                       | Покриття   | Партнерка          | Суперниці                                            | Рахунок             |
| --------- | ---- | --------------- | ---------------------------- | ---------- | ------------------ | ---------------------------------------------------- | ------------------- |
| Перемога  | 1.   | 24 квітня 2000  | ITF Таланс, Франція          | Тверде     | Саманта Шеффель    | Орор Дезер Магалі Лямарр                             | 6–2, 6–2            |
| Поразка   | 1.   | 7 травня 2001   | ITF Тортоса, Іспанія         | Ґрунт      | Капучін Руссо      | Даніела Клеменшиц Сандра Клеменшиц                   | 3–6, 3–6            |
| Перемога  | 2.   | 24 лютого 2002  | ITF Валі-ду-Лобу, Португалія | Тверде     | Амандін Дюлон      | Анна Флоріс Джулія Меруцці                           | 7–6(3), 6–2         |
| Поразка   | 2.   | 1 липня 2002    | ITF Мон-де-Марсан, Франція   | Ґрунт      | Амандін Дюлон      | Штефані Гайднер Наташа Рандріантефі                  | 4–6, 2–6            |
| Перемога  | 3.   | 20 січня 2003   | ITF Гренобль, Франція        | Тверде (i) | Амандін Дюлон      | Леслі Буткевіч Кім Кілсдонк                          | 5–7, 7–6(2), 7–6(4) |
| Перемога  | 4.   | 12 липня 2004   | ITF Віттель, Франція         | Ґрунт      | Стефані Коен-Алоро | Марія Головизніна Марія Вольфбрандт                  | 6–1, 6–3            |
| Поразка   | 3.   | 18 червня 2006  | ITF Марсель, Франція         | Ґрунт      | Стефані Коен-Алоро | Кончіта Мартінес Гранадос Марія Хосе Мартінес Санчес | 5–7, 4–6            |
| Перемога  | 5.   | 27 вересня 2009 | ITF Сагне, Канада            | Тверде (i) | Софія Арвідссон    | Стефані Дюбуа Ребекка Маріно                         | 6–3, 6–1            |
| Перемога  | 6.   | 11 червня 2012  | ITF Марсель, Франція         | Ґрунт      | Лаура Торп         | Крістіна Барруа Ольга Савчук                         | 6–1, 6–4            |
| Перемога  | 7.   | 18 червня 2012  | ITF Монпельє, Франція        | Ґрунт      | Лаура Торп         | Майлен Ору Марія Ірігоєн                             | 4–6, 6–4, [10–6]    |
| Перемога  | 8.   | 9 липня 2012    | ITF Біарриц, Франція         | Ґрунт      | Лаура Торп         | Лара Арруабаррена Моніка Пуїг                        | 6–2, 6–3            |
| Перемога  | 9.   | 20 серпня 2012  | ITF Шарлеруа, Бельгія        | Ґрунт      | Лаура Торп         | Ілона Кремінь Діана Марцинкевич                      | 3–6, 6–4, [10–7]    |
| Перемога  | 10.  | 8 жовтня 2012   | ITF Жуе-ле-Тур, Франція      | Тверде (i) | Жюлі Куен          | Юстина Єгйолка Діана Марцинкевич                     | 7–5, 6–4            |

## Виступи в одиночних турнірах Великого шолома
| W | Ф | ПФ | ЧФ | #Р | КТ | К# | DNQ | A | NH |

| Турнір                                 | 2009 | 2008 | 2007 | 2006 | 2005 | 2004 | W–L   |
| -------------------------------------- | ---- | ---- | ---- | ---- | ---- | ---- | ----- |
| Відкритий чемпіонат Австралії з тенісу | 2р   | 1р   | 1р   | 1р   | 1р   |      | 1–5   |
| Відкритий чемпіонат Франції з тенісу   | 1р   | 1р   | 1р   | 1р   | 2р   | 1р   | 1–6   |
| Вімблдонський турнір                   | 1р   | 1р   | 2р   | ЧФ   | 2р   | 1р   | 6–6   |
| Відкритий чемпіонат США з тенісу       | 1р   | 4р   | 2р   | 2р   | 1р   | 2р   | 6–6   |
| В-П                                    | 1–4  | 3–4  | 2–4  | 5–4  | 2–4  | 1–3  | 14–23 |